# Singapur International 2025
Die Singapur International 2025 im Badminton fanden vom 18. bis zum 23. Februar 2025 in Singapur statt.

## Sieger und Platzierte
| Disziplin    | Gold                                    | Silber                                     | Bronze                                       |
| ------------ | --------------------------------------- | ------------------------------------------ | -------------------------------------------- |
| Herreneinzel | Zaki Ubaidillah                         | Prahdiska Bagas Shujiwo                    | Huang Ping-hsien                             |
| Herreneinzel | Zaki Ubaidillah                         | Prahdiska Bagas Shujiwo                    | Chen Chi-ting                                |
| Dameneinzel  | Ruzana                                  | Unnati Hooda                               | Vũ Thị Trang                                 |
| Dameneinzel  | Ruzana                                  | Unnati Hooda                               | Tidapron Kleebyeesun                         |
| Herrendoppel | Raymond Indra Nikolaus Joaquin          | Wesley Koh Junsuke Kubo                    | Huang Tsung-i Lin Ting-yu                    |
| Herrendoppel | Raymond Indra Nikolaus Joaquin          | Wesley Koh Junsuke Kubo                    | Chen Bo-yuan Tseng Min-hao                   |
| Damendoppel  | Jang Eun-seo Lee Seo-jin                | Siti Sarah Azzahra Agnia Sri Rahayu        | Hsieh Mi-yen Li Zi-qing                      |
| Damendoppel  | Jang Eun-seo Lee Seo-jin                | Siti Sarah Azzahra Agnia Sri Rahayu        | Pichamon Phatcharaphisutsin Nannapas Sukklad |
| Mixed        | Bobby Setiabudi Melati Daeva Oktavianti | Phuwanat Horbanluekit Fungfa Korpthammakit | Chen Bo-yuan Sung Yi-hsuan                   |
| Mixed        | Bobby Setiabudi Melati Daeva Oktavianti | Phuwanat Horbanluekit Fungfa Korpthammakit | Lu Chen Lin Yen-yu                           |